# Film independent
Un film independent este un film care este produs în mare parte în afara unui studio de film major. Termenul, de asemenea, se referă la filmele de artă, care diferă semnificativ de numărul mare de filme comerciale . 
Rădăcinile filmului independent pot fi urmărite înapoi la creatorii de filme majore din 1900 care au rezistat controlului unui trust numit Motion Picture Patents Company sau Trustul Edison, din care făceau parte studiourile Edison, Biograph, Vitagraph, Essanay, Selig, Lubin, Kalem, American Star, American Pathé.